# Hypena subapicalis
Hypena subapicalis là một loài bướm đêm trong họ Erebidae.